# خوان سانتياغو
خوان سانتياغو (بالإنجليزية: Juan Santiago)‏ (14 فبراير 1985 بدنفر في الولايات المتحدة - ) هو ملاكم أمريكي، صنّف ضمن فئة وزن الخفيف.

## إحصائيات
خاض خلال مسيرته 33 نزالا، فاز في 15 وتعادل في 2 وخسر في 16. فاز بالضربة القاضية في 9 نزالات.

## روابط خارجية
- خوان سانتياغو على موقع بوكس ريك (الإنجليزية) (registration required)